# Come fai sbagli
Come fai sbagli è una serie televisiva italiana, diretta da Riccardo Donna e Tiziana Aristarco, andata in onda su Rai 1 e Rai HD, a partire dal 20 marzo 2016.

## Trama
La fiction riprende il format di una serie francese, Fais pas ci, fais pas ça, e racconta le vicende di due famiglie vicine di casa, gli Spinelli e i Piccardo, che hanno cresciuto i loro figli in modi opposti. Infatti, mentre gli Spinelli hanno allevato i due figli senza prevaricazioni su di loro, i Piccardo hanno sempre imposto rigide regole all'interno della famiglia. Entrambi i metodi non hanno portato i risultati sperati, facendo arrivare i genitori alla conclusione che in questo "mestiere" non si può far altro che sbagliare.

## Personaggi
- Walter Spinelli, interpretato da Daniele Pecci. È un giornalista squattrinato, in cerca sempre di idee, che passa il tempo a scrivere decaloghi e manuali su come affrontare determinate situazioni, fra cui quella di "come essere il genitore ideale".
- Paolo Piccardo, interpretato da Enrico Ianniello. Capofamiglia dei Piccardo, è un uomo "tutto d'un pezzo", che impone ai propri figli regole ferree che nessuno può e deve infrangere. Critica tutto e tutti, soprattutto i vicini di casa, gli Spinelli, che reputa gente non in grado di educare bene i propri figli.
- Valeria Spinelli, interpretata da Francesca Inaudi. Frenetica ed eclettica, non ha mai un attimo di serenità e tranquillità, anche perché preoccupata del rapporto con la figlia Zoe, quindicenne, che le provoca non pochi problemi. Cerca sempre di non essere troppo severa, né troppo permissiva, ma di favorire un dialogo con i suoi figli.
- Laura Piccardo, interpretata da Caterina Guzzanti. È casalinga ed è fiera d'esserlo. Tiene la casa in modo impeccabile e ciò è per lei motivo di orgoglio. Vuole essere una madre perfetta ma risulta molto soffocante e fastidiosa, soprattutto nei confronti del figlio maschio diciottenne, che preferisce nettamente alle due figlie minori.
- Diego Spinelli, interpretato da Teo Achille Caprio. È il figlio di Valeria e Walter. Benché abbia solo nove anni, ha già le idee molto chiare su come gira il mondo. Si potrebbe considerare come il più "adulto" della famiglia.
- Nora, interpretata da Loretta Goggi. È la tipica "madre" invadente e ficcanaso, con la figlia Valeria, che ha intrapreso una strada diversa dalla sua, ha avuto sempre un rapporto burrascoso.
- Zoe Serra, interpretata da Sofia Panizzi, è la figlia di Valeria ed Edoardo. È la solita adolescente ribelle e sorniona, che non vuole studiare. Per ottenere quello che vuole è disposta a tutto, anche a imbrogliare senza alcuno scrupolo sua madre e Walter; vuole fare la maestra d'asilo, tanto che la mamma in una puntata crede sia incinta.
- Giulio Piccardo, interpretato da Giuseppe Spata. È il figlio maggiore di Paolo e Laura. Tenero e un po' tonto, si innamora di Zoe, anche se lei inizialmente non ricambia.
- Irene Piccardo, interpretata da Miriam Guaiana. È la seconda figlia di Paolo e Laura. Costretta a dividere la sua stanza con la sorella più piccola Chiara, è diligente negli studi e molto perspicace, sebbene i genitori la trattino ancora come una bambina.
- Chiara Piccardo, interpretata da Lucy Gentili. Terzogenita di Paolo e Laura, è una bambina dolce e simpatica. Frequenta corsi di danza ed è in contrasto con Irene per la condivisione della stanza da letto.
- Edoardo Serra, interpretato da Massimo Ciavarro. È l'ex marito di Valeria, e il padre di Zoe. È un avventuriero e assiduamente invita la figlia a prendere parte ai suoi viaggi, anche se poi torna sempre dalla madre.
- Sonia Pagnozzi, interpretata da Valentina D'Agostino. È una ruspante ragazza di borgata, moglie di Oscar. I due si trasferiscono nella casa sfitta di fronte a quella degli Spinelli e dei Piccardo.
- Oscar Pagnozzi, interpretato da Marco Bonini. È un uomo di borgata tutto d'un pezzo. Lui e la moglie Sonia si trasferiscono durante le vacanze dagli Spinelli e dai Piccardo nella casa a lungo contesa tra le due famiglie. Gestisce una ditta edilizia ed è un tifoso sfegatato della Roma.

## Episodi
| Stagione       | Episodi | Prima TV |
| -------------- | ------- | -------- |
| Prima stagione | 12      | 2016     |

## Accoglienza
La fiction debutta su Rai 1 in prima serata, raggiungendo 4,2 milioni di spettatori e il 16,8% di share.
Puntata dopo puntata però gli ascolti si sono abbassati sui 3 milioni con uno share tra il 13/14. Questo sarà il motivo della chiusura della serie televisiva %. L'ultima puntata trasmessa il 24 aprile è stata la trasmissione più vista in prima serata, con uno share del 13,96%.